# Едвард Отт
Едвард Отт (англ. Edward Ott; нар. 22 грудня 1941, США) — американський фізик і математик. Праці в основному присвячені теорії хаосу і фізиці плазми. Відомий як один з авторів методу Отта-Гребоджі-Йорка.

## Нагороди та визнання
За цитованістю серед фізиків займав 67-е місце за період з 1981 по 1997 рік.
Член Американського фізичного товариства (1981), Інституту інженерів з електротехніки та електроніки (1995), Товариства промислової та прикладної математики (2012).
Нагороджений Премією Лілієнфельда (2014).
Входив до списку ймовірних лауреатів Нобелівської премії, (2016)